# Velký Bor (przystanek kolejowy)
Velký Bor – przystanek kolejowy w miejscowości Velký Bor, w kraju pilzneńskim, w Czechach. Znajduje się na linii 190 Pilzno - Czeskie Budziejowice, na wysokości 455 m n.p.m..  

## Linie kolejowe
- 190: Pilzno – Czeskie Budziejowice